# Arvid Unsgaard
Jon Arvid Unsgaard är född 6 maj 1970. Han har gått film- och TV-utbildningen i Gamleby och Stockholms filmskola. Han har arbetat med musikvideor, kortfilm samt på MTG-ägda produktionsbolaget Biogärdet som redigerare. Producerade och klippte 2000 den i SVT sända dokumentären Eldkvarn 27+. 2001 regisserade han kortfilmen Fågelmannen som visats på Göteborgs filmfestival samt varit på ett antal utländska festivaler. Vid animationsfestivalen Though eye i Åbo var den uttagen som enda svenska film till "Timeless Competition". Vid Irans Internationella Filmfestival vann den silverpriset.